# Putin (film)
Putin – anglojęzyczny polski film biograficzny z 2024 roku oparty na faktach oraz nieoficjalnych przekazach w reżyserii Patryka Vegi. Film swoją premierę miał podczas 53. Międzynarodowego Festiwalu Molodist w Kijowie.

## Fabuła
Film przedstawia życie Władimira Putina i koncentruje się na kluczowych momentach z prawdziwego życia Putina, w tym na jego dzieciństwie w Leningradzie w powojennym Związku Radzieckim, opuszczeniu przez matkę, wcieleniu do KGB i późniejszej karierze oficera wywiadu w okresie zimnej wojny, a także na jego kadencji na stanowisku prezydenta Rosji. Film kończy się sfabularyzowanym przedstawieniem śmierci Putina.

## Produkcja
Film kręcono w różnych krajach, aby autentycznie ukazać ważne miejsca związane z życiem i karierą Putina, w tym w Rosji, na Ukrainie, w Izraelu, Syrii, Jordanii i Polsce.

### Wykorzystanie sztucznej inteligencji
Przełomowym aspektem tej produkcji jest wykorzystanie sztucznej inteligencji do zmiany rysów twarzy głównego aktora, Sławomira Sobali, tak aby wyglądał niemal identycznie jak Władimir Putin. Technologia wykorzystana w filmie została specjalnie opracowana na potrzeby filmu przez polskie studio AIO. Jest to pierwszy przypadek w historii kinematografii, w którym sztuczna inteligencja została użyta do cyfrowej transformacji wyglądu głównego aktora na potrzeby całego filmu.

## Obsada
| Aktor/Aktorka         | Rola                |
| --------------------- | ------------------- |
| Sławomir Sobala       | Władimir Putin      |
| Thomas Kretschmann    |                     |
| Maksymilian Zieliński |                     |
| Justyna Karłowska     | Legion              |
| Przemysław Bluszcz    |                     |
| Tomasz Dedek          | Borys Jelcyn        |
| Natalia Jędruś        |                     |
| Aron Jończyk          |                     |
| Wojciech Kalinowski   |                     |
| Michał Karmowski      |                     |
| Marek Kasprzyk        |                     |
| Andris Keiss          |                     |
| Kamila Matyszczak     |                     |
| Jan Monczka           | Nikołaj Patruszew   |
| Maja Vega             |                     |
| Krzysztof Stawowy     |                     |
| Michael Rubenfeld     |                     |
| Krzysztof Aniołowski  | Ochroniarz rosyjski |

Źródło: 

## Dystrybucja
Film został zaprezentowany międzynarodowym dystrybutorom na Festiwalu Filmowym w Cannes. Patryk Vega poinformował o dystrybucji w 64 krajach.